# ژانگ چنگلونگ
ژانگ چنگلونگ (به انگلیسی: Zhang Chenglong) (زادهٔ ۱۲ مهٔ ۱۹۸۹) ژیمناست اهل کشور چین است.